# Arriaga (tramway de Bilbao)
Pour les articles homonymes, voir Arriaga.
Arriaga est une station de la ligne A du tramway de Bilbao au Pays basque.

## Situation sur le réseau
La station se situe en surface sur la rue Ribera, au niveau de la place Arriaga, entre Ribera au sud, en direction d'Atxuri et Abando au nord-ouest, en direction de La Casilla.

## À proximité
La station se trouve à proximité du théâtre Arriaga et du quartier historique de Bilbao.